# Premiile muzicale Radio România 2015
A treisprezecea gală a premiilor muzicale Radio România a fost ținută pe 22 martie 2015 în Sala Radio din București, având ca scop recunoașterea celor mai populari artiști români din anul 2014. A fost transmisă în direct pe stațiile Radio România Actualități și Radio România Internațional, difuzată pe posturile TVR 1, TVR HD și TVR Internațional și prezentată de Alexandra Ungureanu și Eugen Rusu. Premiul Artistul anului i-a revenit [[]]. 

## Spectacole
| Artiști                 | Melodii                     |
| ----------------------- | --------------------------- |
| Horia Moculescu         | „”                          |
| Maxim                   | „Sărutări criminale”        |
| Elena Gheorghe          | „Mamma mia (He's italiano)” |
| Bere Gratis             | „Noapte caldă”              |
| Delia                   | „Pe aripi de vânt” „[[]]”   |
| Direcția 5              | „Forever Love”              |
| Lidia Buble Adrian Sînă | „Noi simțim la fel”         |
| Voltaj                  | „De la capăt”               |
| Mircea Vintilă          | „”                          |
| 3 Sud Est               | „Emoții”                    |

## Prezentatori
- [[]] - a prezentat premiul pentru .
- [[]] - a prezentat premiul pentru .
- [[]] - a prezentat premiul pentru , revendicat de [[]] în numele .
- [[]] - a prezentat premiul pentru .
- [[]] - a prezentat premiul pentru .
- [[]] - a prezentat premiul pentru .
- [[]] și [[]] - i-au înmânat Premiul  lui [[]].
- [[]] - a prezentat premiul pentru .
- - a prezentat premiul Big Like - Facebook.
- [[]] și [[]] - au prezentat premiul .
- [[]] și [[]] - i-au înmânat Premiul pentru întreaga carieră compozitorului [[]].
- [[]] - a prezentat premiul .
- [[]] - a prezentat premiul .
- [[]] - a prezentat premiul pentru .
- [[]] - a prezentat premiul pentru Cea mai bună voce masculină.
- [[]] - a prezentat premiul .
- [[]] - a anunțat premiul .

## Câștigători și nominalizați
| Artistul anului | Debutul anului |
| --- | --- |
| - 3 Sud Est - Delia - Loredana - Maxim - Voltaj | - Maxim - Lidia Buble - Alexandra Ușurelu |
| Cel mai bun interpret | Cea mai bună interpretă |
| - Cristi Enache - Călin Goia - Bodo - Horia Brenciu - What’s UP | - Delia - Elena Gheorghe - Loredana - Paula Seling - Nico |
| Piesa anului | Albumul anului |
| - „Pe aripi de vânt” - Delia și Kaira - „De la capăt” - Voltaj - „Emoții” - 3 Sud Est - „Noi simțim la fel” - Lidia Buble și Adrian Sînă - „Risipitor” - Loredana - „Sărutări criminale” - Maxim                               | - Rock ’n’ Roll Baby - Direcția 5 - 40+ - Horia Brenciu - Fericirea de luni - Alina Manole - La capătul lumii - Alexandra Ușurelu                                                                     |
| Cel mai bun cântec pop | Cel mai bun cântec pop-dance |
| - „Emoții” - 3 Sud Est - „Noi simțim la fel” - Lidia Buble și Adrian Sînă - „Pe aripi de vânt” - Delia și Kaira - „Pe barba mea” - Marius Moga - „Risipitor” - Loredana - „Sărutări criminale” – Maxim - „Solo” – Paula Seling | - „Mamma Mia” - Elena Gheorghe și Glance - „Aer” - DJ Sava, Raluka și Connect-R - „Fără aer” - Amna și ADDA - „Cola Song” - INNA                                                                      |
| Cel mai bun cântec pop-rock | Cel mai bun grup pop-rock |
| - „De la capăt” - Voltaj - „Din nou” - Proconsul - „Forever Love” - Direcția 5 și Lidia Buble - „Ne facem auziți” - Vunk - „Noapte caldă” - Bere Gratis și Sore                                                                | - Voltaj - Bere Gratis - Direcția 5 - Proconsul - Vunk |
| Omul cu chitara | Cel mai bun compozitor |
| - Mircea Vintilă - Adrian Sărmășan - Alina Manole | - Adrian Sînă - Laurențiu Duță - Kazibo - Marius Moga |
| Cel mai bun mesaj | Cel mai bun duet |
| - „Taxi” - What’s UP - „De la capăt” - Voltaj - „Nu plânge, Ana” - ADDA - „Ne facem auziți” - Vunk - „Pe barba mea” - Marius Moga - „Împotriva lor” - Alexandra Ungureanu și Andrei Vitan                                      | - „Noapte caldă” – Bere Gratis și Sore - „Așa e dragostea” - Andra și Liviu Teodorescu - „Ceva se întâmplă cu noi” - Alexandra Ușurelu și Mircea Vintilă - „Forever Love” - Direcția 5 și Lidia Buble |

## Premii speciale
Ediția din 2015 a premiilor a inclus o singură categorie specială, care să nu aibă parte de nominalizări anterioare. Premiul pentru întreaga carieră a fost oferit pianistului Horia Moculescu.